# Pedro David
Pedro David (Santos Dumont, 1977) é um premiado fotógrafo e artista visual brasileiro. Graduado em jornalismo com Pós-graduação em Artes Plásticas, publicou uma série de livros de fotografia nos últimos anos, além de realizar exposições individuais em diversas cidades do Brasil e do exterior.
Em 2011, Pedro venceu o Prêmio Nacional de Fotografia Pierre Verger com a série de fotografias intitulada “O jardim”. Em 2013, ficou em primeiro lugar no Prêmio Conrado Wessel com a série “Sufocamento”.